# Exallonyx microcerus
Exallonyx microcerus är en stekelart som beskrevs av Jean-Jacques Kieffer 1908. Exallonyx microcerus ingår i släktet Exallonyx, och familjen svartsteklar. Arten är reproducerande i Sverige.